# Space Pen

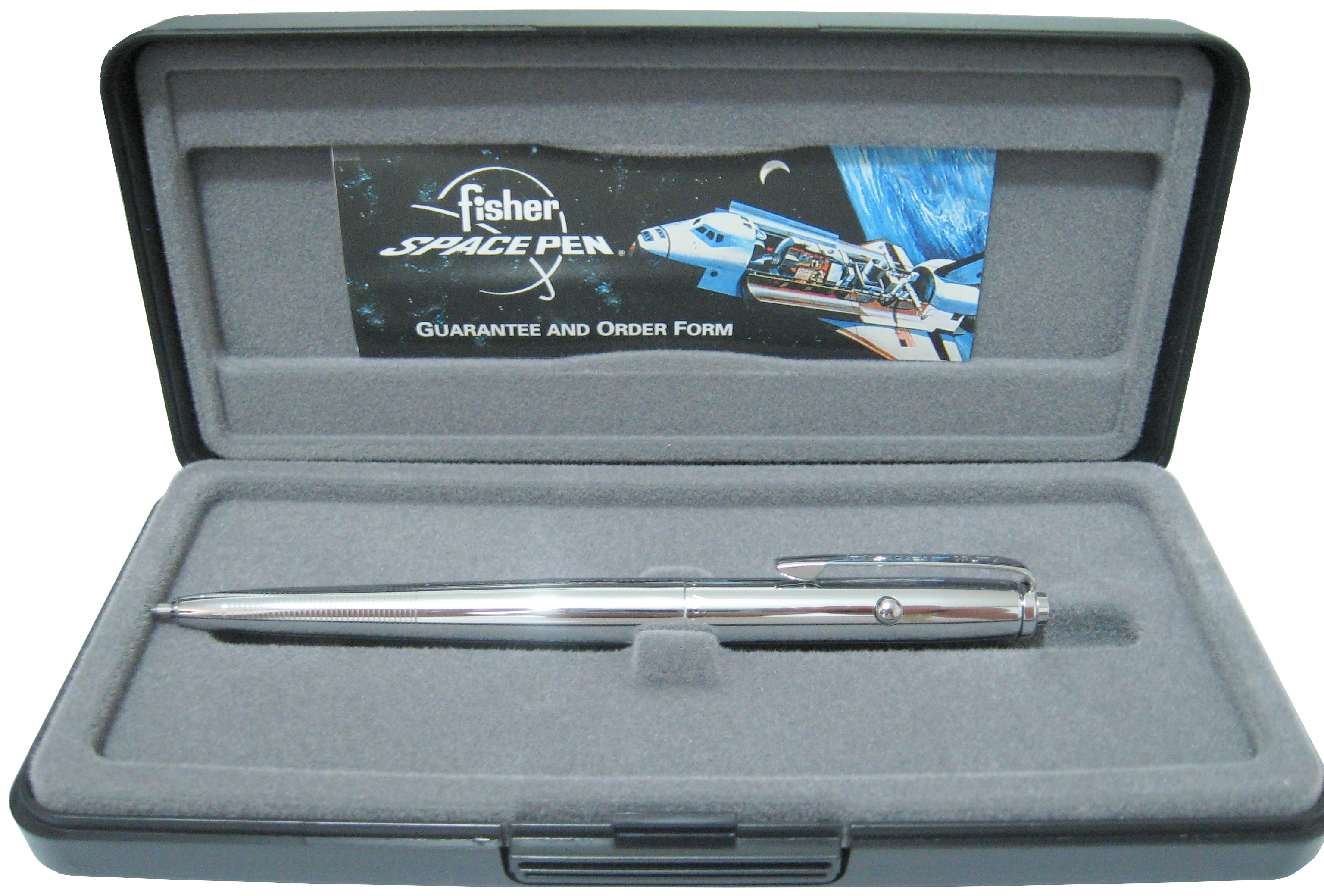
Un AG7 Astronaut Space Pen en su estuche.

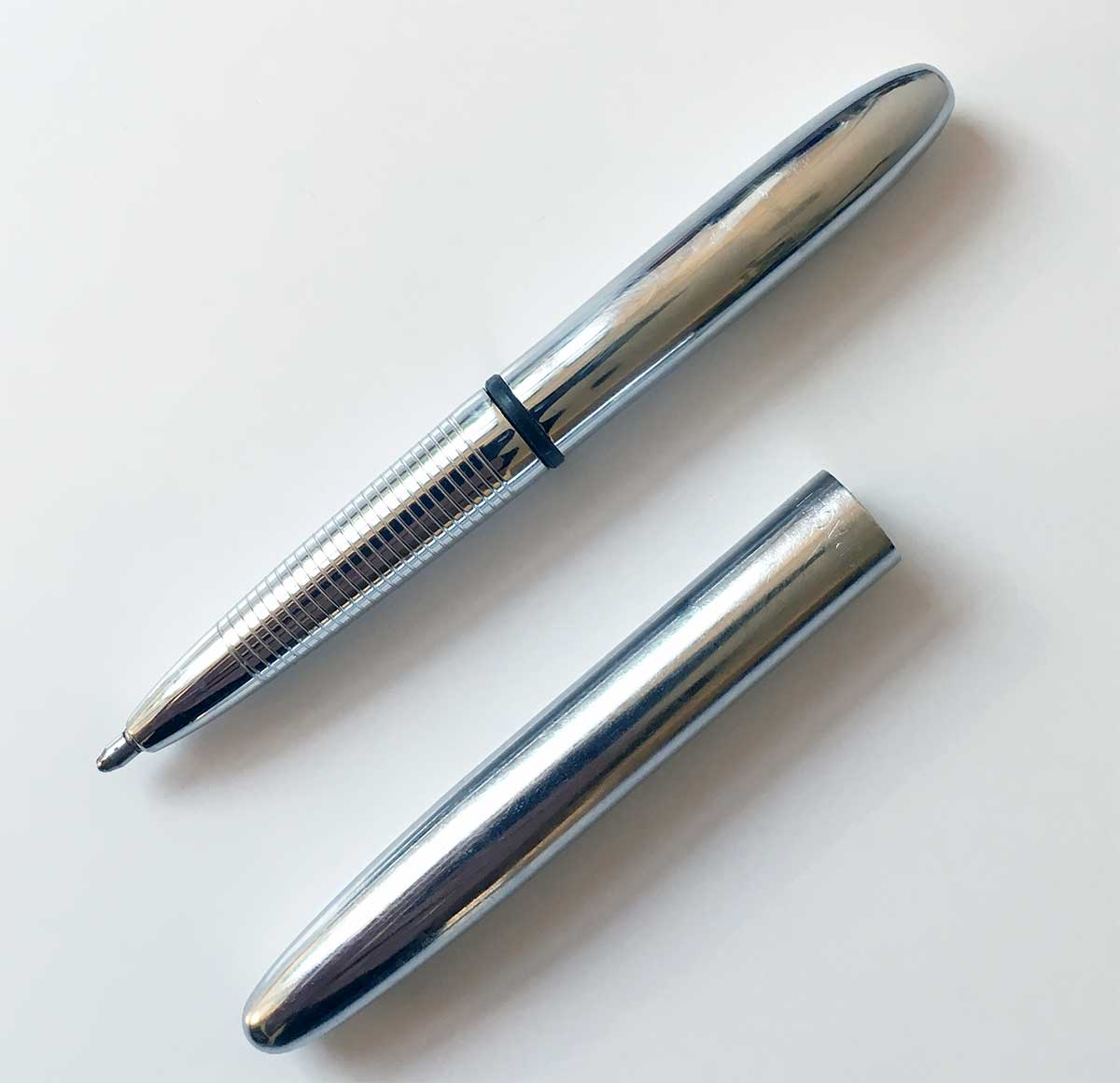
Un bolígrafo Bullet.

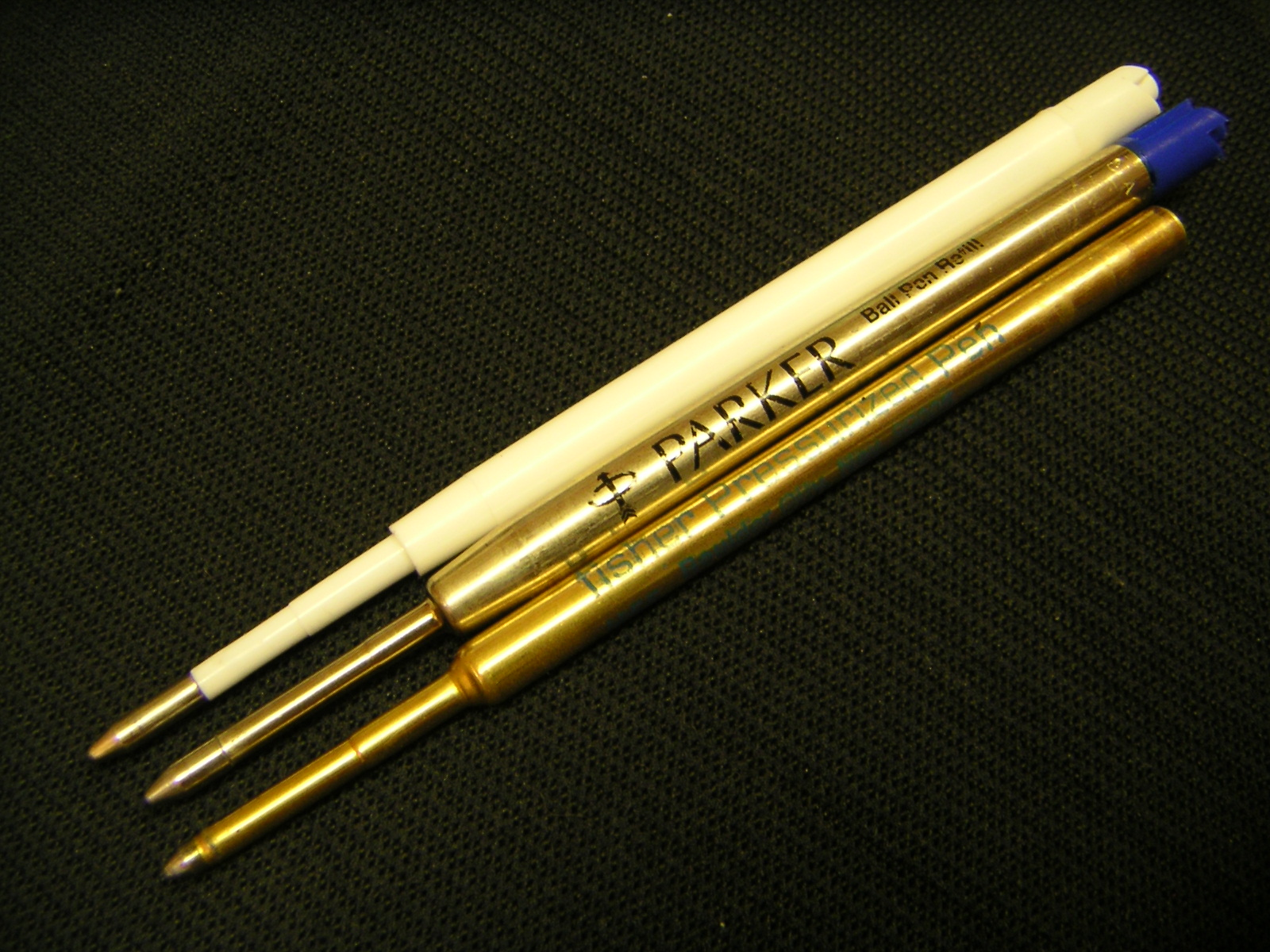
Desde arriba abajo: tanquecito genérico para bolígrafo Parker, tanquecito original Parker y tanquecito para bolígrafo Fisher Space Pen.

El Space Pen (también conocido como el Zero Gravity Pen), distribuido por Fisher Space Pen Company, es un bolígrafo que emplea cartuchos de tinta presurizados y se afirma que puede escribir en ingravidez, bajo el agua, sobre papel húmedo y grasiento, en cualquier ángulo y en un amplio espectro de temperaturas.
El Fisher Space Pen fue inventado por el industrial y fabricante de bolígrafos estadounidense Paul C. Fisher, siendo fabricado en Boulder City, Nevada. Paul C. Fisher patentó el bolígrafo "antigravedad" AG7 en 1965. Otros fabricantes también han introducido al mercado bolígrafos que dicen tener algunas o las mismas características que el Space Pen. 

## Modelos
Hay dos principales modelos del bolígrafo: el AG7 "Astronaut", un largo y delgado bolígrafo retráctil con forma de bolígrafo común, y el "Bullet" que no es retráctil, es más corto que los bolígrafos estándar cuando tiene la tapa puesta, pero se agranda al poner su tapa en la parte posterior para escribir. El Museo del Vuelo vende su propia versión del "Astronaut", con el texto "Museo del Vuelo" grabado en letra corrida.
Se dice que varios modelos del Fisher Space Pen (uno de ellos es el "Millennium") pueden escribir de por vida con un empleo promedio; sin embargo, las instrucciones del producto indican que el bolígrafo escribirá exactamente el equivalente a 48,15 km (30,7 millas). 
Los cartuchos estándar del Space Pen pueden ser empleados en cualquier bolígrafo capaz de aceptar un cartucho Parker estándar, usando el pequeño adaptador de plástico que es suministrado con cada cartucho. Fisher además fabrica un cartucho similar al del Space Pen que puede emplearse en bolígrafos Cross, otro que se emplea en los bolígrafos Paper Mate (o cualquier otro bolígrafo que emplee ese tipo de cartucho) y un cartucho "universal" que se puede emplear en algunos otros bolígrafos.

## Tecnología
La bola de la punta está hecha de carburo de wolframio y está precisamente encajada para evitar fugas. Un flotador deslizante separa la tinta del gas a presión. Se dice que la tinta tixotrópica dentro del cartucho herméticamente sellado y presurizado puede escribir tres veces más que un bolígrafo estándar, más de 3.657,6 m (12.000 pies) de forma continua según superficie y estilo de escritura. La tinta es empujada hacia afuera por nitrógeno comprimido a una presión de casi 240 kPa (35 psi). Las temperaturas de operación van de -35 a 120 °C (-30 a 250 °F). El bolígrafo tiene una vida útil estimada en 100 años.
Una de las primeras patentes del Space Pen es la US328522, que fue registrada el 19 de mayo de 1965.

## Empleo en los programas espaciales de Estados Unidos y la Unión Soviética
Una popular leyenda urbana cuenta que la NASA gastó una gran cantidad de dinero para desarrollar un bolígrafo que pudiese escribir en las condiciones experimentadas durante un viaje espacial (el resultado supuestamente siendo el Fisher Space Pen), mientras que la Unión Soviética tomó la simple (y más barata) decisión de usar lápices. Como en la mayoría de leyendas urbanas, hay una parte de verdad: La NASA empezó a desarrollar un bolígrafo espacial, pero cuando los costos del proyecto se elevaron, éste fue cancelado y los astronautas volvieron a utilizar lápices como los rusos. Sin embargo, la afirmación que la NASA gastó millones de dólares en el Space Pen es errónea, ya que el bolígrafo de Fisher fue desarrollado usando capital privado y no financiamiento gubernamental. La NASA  - y los rusos - finalmente comenzaron a comprar tales bolígrafos.    
Los programas de la NASA anteriormente usaron lápices (por ejemplo, una orden de 1965 para portaminas), pero debido a los sustanciales peligros que entrañaban las puntas rotas y el polvo de grafito para los aparatos electrónicos en condiciones de ingravidez, así como la inflamable madera de estos, se necesitaba una mejor solución. Los cosmonautas rusos usaron lápices y lápices de grasa sobre pizarrines de plástico hasta la adopción de un bolígrafo espacial en 1969, con 100 unidades compradas para su empleo en todas las misiones futuras. La NASA nunca contactó a Paul Fisher para desarrollar un bolígrafo, así como él tampoco recibió financiación alguna del gobierno para desarrollar el bolígrafo. Fisher lo inventó independientemente y después pidió a la NASA que lo probase en 1965. Luego de extensivas pruebas, la NASA decidió emplear los bolígrafos en las futuras misiones Apolo. En consecuencia, se reportó que en 1967 la NASA compró 400 bolígrafos a 6 $ cada uno.
En 2008, el Space Pen empleado por Gene Cernan a bordo del Apolo 17 fue subastado por Heritage Auctions en 23.900 dólares.